# Épületgépészeti és Villamossági Tervező Vállalat
Az Épületgépészeti és Villamossági Tervező Vállalat (rövid nevén: ÉVITERV) 1952-1991 között működő magyar tervezővállalat volt. Székhelye Budapesten a VIII. Vas utca 2/d és XIII. Teve utca 8-10. szám alatt volt.

## Feladata, tevékenysége
Feladata kezdetben a falu és a mezőgazdaság villamosításának tervezése és kivitelezése volt. Ezt 1949-től még a MEZŐVILL nevű vállalat keretében végezték, majd 1952-ben - az ÉVITERV létrehozásakor - a villanyszerelés építőipari jellegű szerelőipari tevékenységét és a faluvillamossági programot egy vállalatba csoportosították. Erős- és gyengeáramú hálózatok, világítástechnikai (út- és közvilágítás, sportpálya, díszvilágítás), valamint az épületgépészet körében központi fűtőberendezések, légtechnikai berendezések (szellőzés, légelszívás, klímaszerkezetek) tervezését is végezte. Tervezett továbbá személy-, teher- és ételfelvonókat, színpadtechnikai konstrukciókat is. Tevékenységi körébe tartozott végül számítóközpontok tervezésével kapcsolatos tanácsadói és mérésügyi szolgáltatás nyújtása is.

## Története
Az önálló vállalatot 1952. július 1-jén hozta létre az Építésügyi Minisztérium akkor még ÉM Épületvillanyszerelési Tervező Iroda (ÉVITERV) néven. Korábban - 1949-től - a MEZŐVILL, majd a Helyi Villamosítási Tervező és Készletező Vállalatban tervezőirodaként működött. 1954-től ÉM Szerelőipari Tervező Vállalat lett a neve, miután egy épületgépészeti osztállyal bővült - a rövidítése azonban megmaradt ÉVITERV-nek. Ezt a nevet egészen az 1980-as évek elejéig megőrizte, amikor - részben azért, hogy az akkor már közismert ÉVITERV rövidítéshez igazítsák a vállalat hosszú nevét - Épületgépészeti és Villamossági Tervező Vállalatra változott.
A faluvillamosítási program - legalábbis a tervezés szintjén - lényegében 1959-re befejeződött, noha az utolsó falunak az országos hálózatra kapcsolására 1963-ig kellett várni. A mezőgazdasági villamosítási program 1969-re fejeződött be.
A vállalat legnagyobb szakága a villamos volt: nem csak hálózatokat, de kapcsoló- és transzformátorállomásokat, közvilágítási feladatokat, eredményjelzők és más elektronikus tájékoztatók tervezése, kivitelezése is a feladatuk volt. Az épületgépész, felvonó és építész szakág voltak a szervezet további egységei.
A vállalat mérnökei számos szabványosítási feladatot láttak el, a köz- és díszvilágítás esetében számítási eljárásokkal, a világítás fizikájával is foglalkoztak, ahogy villamos berendezések mérése, korszerűsítésük előkészítése, tervezése is a vállalat tevékenységi körébe tartozott. Exportfeladatokat is elláttak: 1961-től az NDK-ban kórház és bányagép villamosítás tervezést, az 1970-es évektől svájci és osztrák villamossági gyártó- és szerelővállalatoknál helyszíni munkát végeztek, de egy francia vállalt alvállalkozójaként egy egyiptomi erőmű világításának tervezését is elkészítették. Sajátos feladatot jelentett az ipari szellőző- és klímaberendezések tervezése, kiépítése. Az ÉVITERV feladata volt a Magyar Televízió, a dunaújvárosi kórház, a Magyar Nemzeti Bank, a Pénzügyminisztérium, majd később a nagy számítógépközpontok klíma és szellőzési megoldásainak tervezése.
1991-ben az állami vállalat Teve utcai székházát (az ORFK-BRFK Székháza („Rendőrpalota”) mögötti telek) az Állami Vagyonügynökség ÁVÜ eladta, a vételár egy részét azonban a vállalat visszakapta. 1991-ben a vállalatnál dolgozó 111 munkatárs közti belső feszültségek nyilvánvalóvá tették, hogy a cégnek ebben a formában nincs jövője, ezért év végéig a dolgozók zömének felmondtak, akik végkielégítéssel távozhattak. A vállalat maradékát - mindössze 16 dolgozóval - 1993-ban kft.-vé alakították, amely azonban 1996-ban fizetésképtelenné vált. Az 1996-2000 között lezajlott felszámolási eljárás során a kft-t megszüntették és a cégjegyzékből 2000. július 26-án törölték.

## Neves tervezői
- Komlós Imre (első igazgató 1952-ben), Horváth Sándor (utolsó igazgató 1992-1996), Bánóczy György (Bláthy-díj 1967)